# Al Qusais
Al Qusais è un quartiere di Dubai.

## Geografia fisica
Il quartiere è suddiviso in un'area residenziale e un'area industriale.
L'area residenziale è formata da tre sotto-comunità: 
- Al Qusais First (codice comunita 232);
- Al Qusais Second (codice comunita 233);
- Al Qusais Third (codice comunita 234), detta anche Al Twar Fourth.

L'area industriale è formata da 5 sotto-comunità: 
- Al Qusais Industrial Area First (codice comunita 242);
- Al Qusais Industrial Area Second (codice comunita 243);
- Al Qusais Industrial Area Third (codice comunita 246);
- Al Qusais Industrial Area Fourth (codice comunita 247);
- Al Qusais Industrial Area Fifth (codice comunita 248).